# Balogh András (jogász)
Balogh András (Kolozsvár, 1932. szeptember 4. – 2013. február) romániai magyar jogász, jogi szakíró.

## Életútja
Középiskoláit szülővárosában, felsőfokú tanulmányait a Bolyai Tudományegyetem jogi karán végezte. 1956-tól tanársegédi beosztásban működött  az egyetemen, 1960-tól jogtanácsos, 1968-tól tudományos, majd főkutató a Társadalomtudományi Központnál Kolozsvárt.
A Korunk, valamint bel- és külföldi jogtudományi, pénzügyi, közigazgatási folyóiratok munkatársa. A Studia Napocensia gyűjteményes kötetben (1974) összehasonlító jogi tanulmánnyal szerepelt. Társszerzője volt több román nyelvű államtudományi munkának.

## Kötete
- A tudományos-műszaki forradalom és a jog (Kolozsvár, 1978).